# Lokomotivstadion (Saratov)
Het Lokomotivstadion is een multifunctioneel stadion in Saratov, een stad in Rusland. 
Het stadion wordt vooral gebruikt voor voetbalwedstrijden, de voetbalclub Sokol Saratov maakt gebruik van dit stadion. In het stadion is plaats voor 15.260 toeschouwers. Het stadion werd geopend in 1967.